# Parafia Opieki Matki Bożej w Bielsku Podlaskim
Parafia Opieki Matki Bożej – parafia prawosławna w Bielsku Podlaskim, w dekanacie Bielsk Podlaski diecezji warszawsko-bielskiej.
Na terenie parafii funkcjonują 2 cerkwie:
- cerkiew Opieki Matki Bożej w Bielsku Podlaskim – parafialna
- cerkiew Świętej Trójcy w Bielsku Podlaskim – cmentarna

## Historia

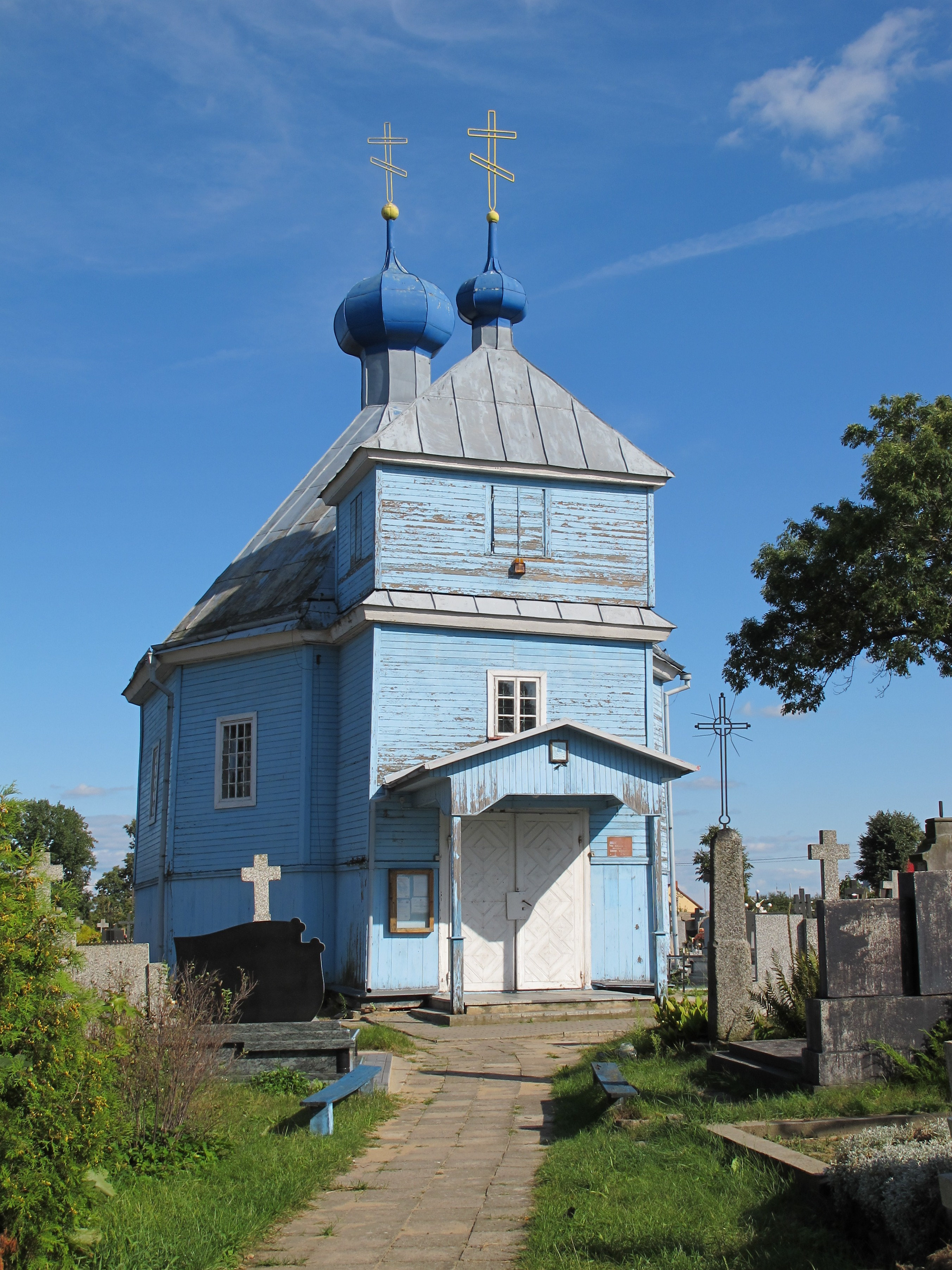
Cerkiew Świętej Trójcy na cmentarzu miejskim

Parafię erygowano 10 marca 1998 wydzielając ją z parafii św. Michała Archanioła. Początkowo liczyła ok. 450 rodzin. W 2008 dołączono około 100 rodzin z dzielnicy Studziwody, należących poprzednio do parafii Narodzenia Bogurodzicy.
Na placu przy cerkwi parafialnej planowana jest budowa dzwonnicy z kaplicą św. Męczennika Atanazego Brzeskiego.
Obecnie parafię tworzą następujące miejscowości: Bielsk Podlaski (część), Piliki, Dobromil, Pietrzykowo-Gołąbki, Pietrzykowo-Wyszki, Bolesty, Skrzypki Duże i Małe, Sierakowizna i Truski.

## Wykaz proboszczów
- od 1998 – ks. Jan Szmydki